# Булгари
Вижте пояснителната страница за други значения на Булгари.
Bulgari S.p.A. (произнася се Булгари) е италианска компания, произвеждаща луксозни стоки (бижутерия, часовници, парфюми, кожени аксесоари) и притежаваща хотели от клас лукс. От октомври 2011 година Булгари влиза в групата LVMH (Moët Hennessy Louis Vuitton) и е сред най-големите бижутерийни компании в света.
Търговската марка на компанията обикновено се пише BVLGARI, чрез традиционната латинска азбука, където буквата „V“ е еквивалентна на съвременното „U“. Седалището на фирмата е разположено в Рим.

## История
Основател на компанията е Сотириос Вулгарис (Σωτήριος Βούλγαρης) от куцовлашкото село Каларитес.
Сотириос започва кариерата си като бижутер в Парамития (Епир, Гърция), където все още може да се види първият му магазин. През 1877 г. заминава за остров Корфу, а след това за Неапол.
През 1881 г. Сотириос се мести в Рим, където през 1884 г. той основава компанията си, отваряйки втория си магазин на Виа Систина. Магазинът на Виа Систина след това е заменен от сегашния флагман – магазин на Виа Кондоти, открит през 1905 г., вече с помощта на двамата му синове – Константин (1889 – 1973) и Джорджо (1890 – 1966).
С основаването на киностудията Чинечита в Рим постоянни посетители на римския бутик Bulgari стават кинозвездите Елизабет Тейлър, Марлене Дитрих, Кларк Гейбъл, Гари Купър, Одри Хепбърн, София Лорен, Роми Шнайдер, Джина Лолобриджида и други

## Развитие
През 1970-те години Bulgari открива първите бутици в Ню Йорк, Париж, Женева и Монте Карло. В продължение на много години компанията поддържа демонстрационна зала в нюйоркския хотел Pierre Hotel.
В началото на 2001 г. Bulgari създава съвместно предприятие с подразделението на Marriott International (в управлението на което се намира Ritz-Carlton Hotel L.L.C.) и създава нова марка хотели от лукс класа – Bulgari Hotels & Resorts. Първият хотел Bulgari е открит в Милано през 2004 г., следват хотели на о. Бали (2006 г.) и в Лондон (2012 г.).
През 2011 г. Bulgari подписва стратегическо обединяване с водещата световна модна група LVMH Moet Hennessy Louis Vuitton SA. Споразумението се състои в прехвърляне на акциите на семейната компания Bulgari към Bulgari SpA LVMH, сделка на обща сума 4,3 млрд. евро.